# Babati
Babati is een stad in Tanzania en is de hoofdplaats van de regio Manyara.
In 2002 telde Babati 30.975 inwoners.

## Geboren
- Fabiano Joseph (1985), atleet